# Lymeon junctus
Lymeon junctus là một loài tò vò trong họ Ichneumonidae.